# Toquerville
La ville de Toquerville (en anglais [ˈtoʊkərvɪl]) est située dans le comté de Washington, dans l’État de l’Utah, aux États-Unis. Elle comptait 1 370 habitants lors du recensement de 2010, date à laquelle Toquerville était incorporée en tant que town. Elle l’a été plus tard, la même année, comme city. Le Parc national de Zion est à proximité.

## Histoire
La localité a été nommée en hommage au chef amérindien Toquer, un Païute.

## Source
- (en) Cet article est partiellement ou en totalité issu de l’article de Wikipédia en anglais intitulé « Toquerville, Utah » (voir la liste des auteurs).